# Tillandsia castellanii
Tillandsia castellanii är en gräsväxtart som beskrevs av Lyman Bradford Smith. Tillandsia castellanii ingår i släktet Tillandsia och familjen Bromeliaceae. Inga underarter finns listade i Catalogue of Life.